# Mom and Dad (film, 2017)
Pour l’article homonyme, voir Mom and Dad.
Pour plus de détails, voir Fiche technique et Distribution.
Mom and Dad est un film d'horreur américain écrit et réalisé par Brian Taylor, sorti en 2017.

## Synopsis
Une jeune fille et son petit frère doivent survivre pendant vingt-quatre heures à une frénésie meurtrière de masse poussant les parents, devenus soudainement hystériques et agressifs, à se retourner violemment contre leurs propres enfants.

## Fiche technique
- Titre original et français : Mom and Dad
- Réalisation et scénario : Brian Taylor
- Direction artistique : James Wise
- Costumes : Gina Ruiz
- Photographie : Daniel Pearl
- Montage : Rose Corr et Fernando Villena
- Musique : Mr. Bill
- Production : Tim Zajaros
- Sociétés de production : Armory Films, XYZ Films et The Fyzz Facility
- Société de distribution : Momentum Pictures (en)
- Pays d'origine :  États-Unis
- Langue : anglais
- Genre : horreur
- Durée : 83 minutes
- Dates de sortie : 
  - États-Unis : 9 septembre 2017 (Festival international du film de Toronto) ;  19 janvier 2018 (sortie nationale)
  - France : 19 avril 2018 (en VOD)
- Interdit aux moins de 12 ans

## Distribution
- Nicolas Cage (VFB : Jean-Marc Delhausse) : Brent Ryan
- Selma Blair (VFB : Sophie Landresse) : Kendall Ryan
- Anne Winters (VFB : Helena Coppejans) : Carly Ryan
- Zackary Arthur : Josh Ryan
- Robert T. Cunningham : Damon
- Olivia Crocicchia : Riley
- Brionne Davis : Tanner
- Samantha Lemole : Jenna
- Lance Henriksen : Mel